# Leiocephalus carinatus
Leiocephalus carinatus – gatunek jaszczurki z rodziny Leiocephalidae. Zamieszkuje Kubę (wraz z Isla de la Juventud), Kajmany i Wyspy Bahama. W latach 40. XX wieku wypuszczono go w Palm Beach na Florydzie w celu pozbycia się owadzich szkodników żerujących na trzcinie cukrowej i od tamtej pory rozprzestrzenił się na północ i południe. Gatunek został także introdukowany na należącą do Hondurasu wyspę Cisne Grande. Wyróżnia się aż 12 podgatunków.